# کینس
کینس (به ایتالیایی: Chienes) یک کومونه در ایتالیا است که در تیرول جنوبی واقع شده‌است. کینس ۳۳٫۹ کیلومتر مربع مساحت و ۲٬۷۲۶ نفر جمعیت دارد.

## خواهرخوانده
شهر وایتراشتات خواهرخواندهٔ کینس هست.